# Intercontinental Le Mans Cup
Intercontinental Le Mans Cup var ett internationellt mästerskap för tillverkare och racingteam inom sportvagnsracing som startades hösten 2010 och kördes i två säsonger. År 2012 ersattes serien med FIA World Endurance Championship.
Mästerskapet organiserades av Automobile Club de l'Ouest och omfattade tävlingar i American Le Mans Series, Asian Le Mans Series och europeiska Le Mans Series.
Första säsongen 2010 omfattade en tävling på vardera kontinenten. Till 2011 planerades mästerskapet omfatta två tävlingar per kontinent plus Le Mans 24-timmars.
Från säsongen 2012 fick mästerskapet VM-status sanktionerat av internationella bilsportförbundet FIA. Därmed byter man också namn till FIA World Endurance Championship.

## Mästare
| Säsong | LMP1 Team          | LMP2 Team        | GT1 Team           | GT2 Team               |
| Säsong | LMP1 Tillverkare   |                  |                    | GT2 Tillverkare        |
| ------ | ------------------ | ---------------- | ------------------ | ---------------------- |
| 2010   | Team Peugeot Total | OAK Racing       | Larbre Compétition | Team Felbermayr-Proton |
| 2010   | Peugeot            |                  |                    | Ferrari                |
| 2011   | Team Peugeot Total | Signatech Nissan | AF Corse           | Larbre Compétition     |
| 2011   | Peugeot            |                  |                    | Ferrari                |